# Terroryzm religijny
Terroryzm religijny – rodzaj przemocy na tle religijnym, w której taktyki terrorystyczne wykorzystywane są do osiągania celów religijnych lub związanych z tożsamością religijną.
W czasach nowożytnych, po upadku idei, tłumaczących absolutną władzę monarchów boskim nadaniem i w wyniku narastania nacjonalizmu, terroryzm częściej przyjmował kształt anarchizmu lub rewolucji politycznych. Jednak od 1980 r. wzrosła aktywność terrorystyczna motywowana religią.
Były Sekretarz Stanu USA Warren Christopher powiedział, że akty terrorystyczne w imię religii i tożsamości etnicznej stały się jednym z najważniejszych wyzwań w zakresie bezpieczeństwa, przed którymi stoimy po Zimnej wojnie. Politologowie Robert Pape i Terry Nardin, psychologowie społeczni M. Brooke Rogers i współpracownicy oraz socjolog i badacz religioznawstwa Mark Juergensmeyer twierdzili, że religię należy uważać tylko za jeden przypadkowy czynnik i że taki terroryzm jest przede wszystkim geopolityczny.

## Definicja
Według Juergensmeyera religia i przemoc utrzymywały symbiotyczne stosunki jeszcze przed krucjatami, a nawet jeszcze przed Biblią. Definiuje terroryzm religijny jako składający się z czynów, które opisują świadkowie, a nie strona popełniająca czyn; towarzyszy im religijna motywacja, uzasadnienie, organizacja lub światopogląd. Religia jest czasem używana w połączeniu z innymi czynnikami, a czasem jako podstawowa motywacja. Religijny terroryzm jest ściśle związany z obecnymi siłami geopolitycznymi.
Bruce Hoffman scharakteryzował współczesny terroryzm religijny jako mający trzy cechy:
- Sprawcy muszą używać pism religijnych, aby usprawiedliwić lub wyjaśnić swoje akty przemocy lub pozyskać rekrutów
- Postacie duchowne muszą być zaangażowane w role przywódcze
- Sprawcy muszą wykorzystywać apokaliptyczne obrazy zniszczenia w celu uzasadnienia swoich czynów